# 奈良陽
奈良 陽（なら よう、1942年（昭和17年）1月2日 ‐ 2007年（平成19年）8月8日）は、日本のアナウンサー、ジャーナリスト。TBSで一貫して報道アナウンサーを担い、プロデューサーも務めた。

## 概要
東京都文京区出身。東京都立板橋高等学校、立教大学法学部卒業。身長180cm。
1965年4月にTBSに入社。1966年報道ニュースアナウンサーとして配属され、一貫して報道アナウンサーを務める。日本航空機ハイジャック、東大闘争、成田空港建設反対闘争、あさま山荘事件など大事件を扱う。朝の情報番組『おはよう700』メインキャスター（1977年 - 1980年）、政治部総理大臣官邸記者クラブ担当記者（1980年 - 1981年）、『テレポートTBS6』メインキャスター、『スーパーワイド』ニュースコーナーキャスター、『おはようクジラ』プロデューサーなども務めた。1983年4月4日に開始した『おはようニュース&スポーツ』では初代平日メインキャスターを1984年9月ごろまで務めた。
1999年、関連会社クリエイティブ・メディア・エージェンシー（CMA）常務に就き、2002年1月にTBSを定年退職。 定年後は、CMA役員の他にフリーアナウンサーとしても活躍した。死去した際には「TBS朝の顔」と紹介された。
兄は『モーニングショー』の司会を務めたNETアナウンサーの奈良和（なら かず）。

## 人物
1965年4月にTBSにアナウンサー10期生として入社、同期には今村稔・小川哲哉・車尾具昭・五味陸仁・多田護・桐本幸子・手塚俊子・本田綾子がいる。一年先輩の石川顯・宇野淑子は同学年の同僚。主にニュース、報道番組を担当し、1966年1月ラジオ局放送部兼テレビ編成局アナウンス部兼報道局ニュース取材部に在籍、報道局のニュースアナウンサーとして配属。その後1967年11月アナウンサー研修室付兼報道局ラジオニュース部、1968年6月報道局ラジオニュース部兼アナウンサー研修室付、1970年7月テレビ本部報道局ラジオニュース部、1979年12月編集部兼第二制作局報道制作部、1980年10月編集部兼ラジオ局ラジオニュース部にそれぞれ在籍した後、1981年記者職に転じる。『おはようニュース&スポーツ』などのメインキャスターを務め、1989年1月には報道総局アナウンス部兼報道局編集部兼解説委員室兼ラジオ総局情報制作局ニュース・情報センター部、1990年3月報道センター兼解説室委員、1991年5月報道センター、1994年1月編集センター、1996年6月報道番組センター、1997年6月報道局にそれぞれ在籍。
制作者としてはJNN選挙プロジェクト担当部長、1996年 - 1999年には『おはようクジラ』（TBS）のプロデューサーも手掛けた。1999年、CMAに常務取締役として出向。2002年1月、TBSを定年退職した。
2005年に肝臓を患い、2007年8月8日、肝臓癌のため死去。65歳。戒名は「報徳院善道日陽信士（ほうとくいんぜんどうにちようしんし）」。

## 略歴
- 1965年4月：TBSに入社。
- 1999年：常務取締役としてCMAに出向。
- 2002年1月：TBSを定年退職。
- 2005年：CMA相談役。
- 2007年8月8日：肝臓癌のため死去。65歳。

## 出演番組

### TBS
報道・情報番組
| 期間       | 期間       | 番組名                                 | 役職 |
| ---------- | ---------- | -------------------------------------- | --- |
| 1976年10月 | 1980年9月  | おはよう700（テレビ）                  | メインキャスター                                                                                                   |
| 1981年4月  | 1982年9月  | ニュースデスク（テレビ）               | 土曜・日曜担当キャスター                                                                                           |
| 1983年4月  | 1984年9月  | おはようニュース&スポーツ（テレビ）    | 平日メインキャスター                                                                                               |
| 1983年4月  | 1990年ごろ | 8時のニュース（テレビ）                | メインキャスター                                                                                                   |
| 1986年10月 | 1987年9月  | テレポートTBS6（テレビ、関東ローカル） | ニュース担当キャスター                                                                                             |
| 1987年10月 | 1989年3月  | テレポートTBS6（テレビ、関東ローカル） | メインキャスター                                                                                                   |
| 1989年     | 1990年ごろ | おはようニュース&スポーツ（テレビ）    | シフト勤務でのメインキャスター                                                                                     |
| 1989年     | 1990年ごろ | JNNニュース（テレビ）                  | 昼枠でのキャスター                                                                                                 |
| 1989年     | 1990年ごろ | 3時にあいましょう（テレビ）            | ニュースコーナーキャスター                                                                                         |
| 1992年10月 | 1996年3月  | スーパーワイド（テレビ）               | ニュースコーナーキャスター                                                                                         |
| 1993年10月 | 1996年3月  | JNNニュース1130（テレビ）              | メインキャスター ※1994年9月までは木曜・金曜担当、10月から1995年9月までは月曜 - 水曜担当、10月からは月曜 - 金曜担当 |
| 1995年     | 1995年     | ニュースの森（テレビ）                 | 杉尾秀哉の代行キャスター                                                                                           |

その他
- 日本のひろば（1969年、テレビ）
- mix（ラジオ）：ニュースキャスター

### フリー
- ワンダフル（TBSテレビ）：「ニュース24」コーナーキャスター
- 朝は楽しく!スマイルサプリメント（テレビ東京関東ローカル）：金曜日の旅コーナー
- 昭和歌謡大全集（テレビ東京）
- 都浅会レポート（テレビ東京）[8]

## 制作番組
- おはようクジラ（1996年 - 1999年、TBSテレビ）：プロデューサー

## 出演CM
- サントリー「BOSS HG」：永瀬正敏vs布袋寅泰シリーズにて、ニュースキャスター役